# 細雪 (1983年の映画)
『細雪』（ささめゆき）は、谷崎潤一郎の『細雪』を原作に1983年5月21日に公開された日本映画。製作は東宝映画。配給は東宝。イーストマンカラー。ビスタビジョン。上映時間は140分。東宝創立50周年記念映画。

## スタッフ
- 監督：市川崑
- 企画：馬場和夫
- 製作者：市川崑、田中友幸
- 製作補佐：高井英幸
- 原作：谷崎潤一郎
- 脚本：日高真也、市川崑
- 台詞校訂：谷崎松子
- 音楽：大川新之助、渡辺俊幸 （キャニオン・レコード）
- テーマ曲：ヘンデルのラルゴ
- 琴：山田節子
- 撮影：長谷川清
- 美術：村木忍
- 録音：大橋鉄矢
- 照明：佐藤幸次郎
- 編集：長田千鶴子
- 助監督：吉田一夫、山下賢章
- 製作補：高井英幸
- 製作担当者：森知貴秀
- 衣裳：村上育子、原田桂子
- 衣裳監修：斉藤寛
- 方言指導：大原穣子、頭師孝雄
- 合成：塚田猛昭、三瓶一信
- 人形制作：桑原実絵
- 記録：土屋テル子
- スチール：橋山直己
- 整音：東宝録音センター
- 音響効果：東宝効果集団
- タイトル：デン・フィルム・エフェクト
- 現像：東洋現像所
- 衣装協力：三松
- 協力：清酒白雪

## 出演
- 蒔岡鶴子（長女）：岸恵子
- 蒔岡幸子（次女）：佐久間良子
- 蒔岡雪子（三女）：吉永小百合
- 蒔岡妙子（四女）：古手川祐子
- 辰雄（鶴子の夫）：伊丹十三
- 貞之助（幸子の夫）：石坂浩二
- 悦子（幸子の娘）：若林味香
- 富永の叔母：三宅邦子
- 音吉：浜村純
- 音吉の息子：頭師孝雄
- お久（上本町本家の女中）：三條美紀
- お條（芦屋分家の女中）：角田素子
- お春（芦屋分家の女中）：上原ゆかり
- 野村（雪子の見合い相手）：小坂一也
- 橋寺（雪子の見合い相手）：細川俊之
- 東谷（雪子の見合い相手）：江本孟紀
- 奥畑（妙子の恋人）：桂小米朝
- 板倉（妙子の恋人）：岸部一徳
- 三好（妙子の恋人）：辻萬長
- 五十嵐（野村の叔父）：常田富士男
- 東谷子爵：鈴木国久
- 陣馬仙太郎（見合いの世話人）：小林昭二
- 陣馬夫人（見合いの世話人）：新橋耐子
- 下妻夫人（見合いの世話人）：根岸明美
- 井谷夫人（見合いの世話人）：横山道代
- 井谷の娘：鎌倉左記子
- 橋寺の娘：仙道敦子
- 板倉の母：市川千恵子
- 料亭の女中：大原穣子
- 電車の新兵：橋爪淳
- 酒亭の内儀：白石加代子

## 製作

### 企画
原作の発表から映画化に意欲を燃やしていた市川崑は、当時、東宝のプロデューサーだった馬場和夫に東宝50周年の記念映画として企画を提案し、宣伝部長だった林醇一と製作補佐の高井英幸も賛同して映画の製作が始まった。高井は1982年8月に上司の田中友幸東宝映画社長から「手伝ってくれ」と言われ、準備中の本作に「途中参加した」と話している。

### 脚本
脚本段階で市川は、戦前の作品である原作を戦後の人々が共感する映画に仕立てる難しさを感じ、元脚本家で市川の妻・和田夏十にも「なぜあなたが今これをやりたいのか、私には解らない」と指摘され、和田の指示の元、レジュメを脚本家の日高真也と書き上げて和田に提出するが、「やっぱり、私が危惧したように、今、これを取り上げる意味はないんじゃないかと思う」とダメ出しされた。しかし、どうしても映画化を諦めきれない市川に、和田は「思い切って、こういう女性たちは現代にいないという視点から考えてみたらどう？」と助言し、それを基に公開当時の人々に媚びる方針は撤回され、さらに原作で数年越しの話を、桜の花見から始まって雪で終わる1年の出来事に凝縮し、『神戸の大水害』や『外国人一家の話』、『蛍狩り』などの逸話も悉くカットして、主人公4姉妹の日常生活のみを描くという話に終始する脚本初稿を半年かけて書き上げた。
役者が話す台詞に対しては、舞台である船場の言葉が通常の関西弁とは異なるため、事前に原作者である谷崎の夫人である谷崎松子に台本チェックを依頼して台詞校訂を行った上で、さらに撮影当日は方言指導の担当者を毎日現場に呼んで、イントネーションの僅かな違いを徹底的に修正するという作業が行われた。
ラストの花見の回想に入る直前の小料理屋における貞之助と女将のシーンは、和田夏十が執筆した。当時の和田は病気療養中であり、しかも休筆以来滅多にシナリオを書くことはなかったが、この場面だけは「サーッと書いてくれた」という。本作は1983年1月下旬にクランクアップしたが、和田は完成した作品を観ることなく2月18日に逝去したため、本作が実質的な遺作となった。病状が急変する前、それまでに撮り終えた場面のラッシュを市川監督がビデオに起こして自宅で観せたところ、和田は「養子の2人の男性が素晴らしい」「あの2人がとてもうまく描けているから成功しているんじゃないか」と喜んでいたという。

### キャスティング
はじめ、蒔岡鶴子役は山本富士子に主演を依頼していたが、当時の彼女は舞台中心に活動していたために、半年もの交渉の末に出演を拒否した。市川監督が当時パリ在住の岸惠子に国際電話で出演を依頼し、「仕方ないからあんたに」「ミスキャストで申し訳ないが」｢惠子ちゃんの関西弁ヘタなんやけれど山本富士子断れて困っとるんや｣と懇願され、即答で引き受けて一時帰国したエピソードを岸自身が「市川崑監督を偲ぶ会」で披露した。またこれらの経緯は、後年に日本経済新聞の連載「私の履歴書」で岸が詳細に書いている。その結果、佐久間良子と岸で物語を牽引して上質な作品にすることに成功している。さらにこの映画を見た山本は「出演していればよかった」と後悔の念を語ったと言われている。

### 美術
撮影に当たり、戦前の昭和10年代の船場の旧家の生活を再現するために、当時の着物が関西からレンタルされたが数が足りず、着物メーカーの『三松』の社長である斉藤寛の協力の元、数億円分の衣装がメーカー負担で制作提供された。高井は監督のこだわりをまともに受け入れていたら、制作費はいくらつぎ込んでも足らないと判断し、『三松』の斉藤寛社長に衣装監修としてスタッフに入ってもらったと話している。実際に1から新たに制作したのは、斉藤社長の命を受けた着物デザイナーの寺坂勝子で、四姉妹の普段着から街着や訪問着、それぞれの着物に合わせた帯、小物など総合して160点に及んだ。寺坂が用意した着物を市川が実際の撮影では「ちょっと違うなー。もうちょっと明るい方がいいな」などと何度もダメ出しし、その都度作り変えた。

### 撮影
1982年10月19日クランクイン。 
古手川祐子の入浴シーンも湯気の上がり方が気に入らないと3回撮り直すなど、監督のこだわりが随所に表れている。
劇中、バーの店内にグリーンの照明を使用したり、暗室に赤色のシーツを使用する等、大胆な色彩設計がなされているが、これは監督の市川監督が好んでいた画家エミール・ノルデの画風が参考基になっている。
1982年秋、大阪・京都ロケ。
タイトルバックの平安神宮の桜は、製作が正式決定する前の春に撮影された本物であるが、劇中での花見場面の桜は、広沢の池で撮影された時期が冬であったため、全て造花である。
1983年1月下旬クランクアップ、1983年2月2日クランクアップ、同年3月19日完成。

## 作品の評価

### 興行成績
後年、「当時としては会社があんまり喜ぶ企画ではなかったでしょうね。お金がかかるし、それに再々映画化だしね」と市川が回顧する程、映画の不入りが危惧されたが、80年代のお嬢様ブームも相まって映画はヒットを記録した。

### 関連出版
- 『細雪のきもの』市川崑編著、旺文社、1983年4月
- 立木義浩撮影『細雪の女たち』新潮社、1983年4月

## 受賞歴
- 第29回アジア太平洋映画祭
  - 作品賞
  - 最優秀監督賞（市川崑）
  - 最優秀美術賞（村木忍）
- 第1回ゴールデングロス賞優秀銀賞[7]
- 第57回キネマ旬報ベスト・テン
  - 日本映画第2位
  - 助演男優賞（伊丹十三）
- 第8回報知映画賞助演男優賞（伊丹十三）
- ブルーリボン賞ベストテン入選
- 第38回毎日映画コンクール
  - 日本映画優秀賞
  - 美術賞（村木忍）
- 文化庁優秀映画選出
- ベネチア国際映画祭正式出品
- ソビエト＝日本映画祭出品
- 1989年「大アンケートによる日本映画ベスト150」（文藝春秋発表）第146位